# عيون السيمان
جبل عيون السيمان هو أحد جبال سلسلة جبال لبنان الغربية. يتبع عقاريا لكفرذبيان من قضاء كسروان في محافظة جبل لبنان. وقممه المكللة بالثلوج في فصل الشتاء منطقة جذب لسياح التزلج الموسمية. وكان مركز عيون السيمان أول مركز للتزلج وتأسس باسم المزار عام 1957م. يمكن الوصول من عيون السيمان، إلى البقاع عبر الطّريق التي تخترق شرق الجبل وتؤدي إلى بعلبك.
ومن معالمه جسر حجري طبيعي، نقشته الطبيعة على شكل قوس بفتحه عرضها 38م وعلو 58م تسير من تحته مياه نبع اللبن، وتنحدر كشلال في واد سحيق.